# Österreichischer Verkehrssicherheitsfonds
Der Österreichische Verkehrssicherheitsfonds (VSF) ist ein Fonds des öffentlichen Rechts, der 1988 für Forschung im Bereich Verkehrssicherheit geschaffen wurde. Er finanziert sich aus dem Sonderbeitrag für die Wunschkennzeichen (Kennzeichen nach eigener Wahl) und ist am Österreichischen Verkehrsministerium (seit 2020 BMK) angesiedelt. Außerdem gibt es begleitend Verkehrssicherheitsfonds der Länder.

## Geschichte
Das Wunschkennzeichen wurde per 1989 eingeführt, nachdem die alten, schwarzen Kennzeichen zugunsten der EU-einheitlichen Weißen abgeschafft wurden (12. Kraftfahrgesetz-Novelle, 15. Juli 1988, § 48a KVG). Gleichzeitig wurde der Österreichische Verkehrssicherheitsfonds eingerichtet (§ 131a KVG), als Verwaltungsfonds beim Bundesminister für Verkehr, Innovation und Technologie. Damit sollten die Einnahmen einem konkreten Zweck zugeführt werden.
Das Wunschkennzeichen erfreut sich seit gut 25 Jahren anhaltend großer Beliebtheit. Schon 2004 belief sich die aufgebrachte Gesamtsumme auf 50 Millionen Euro. Auch 2011 auf 2012 beispielsweise konnte das Fondsvermögen um mehr als 1 Million Euro auf zu der Zeit rund 8,2 Millionen Euro vermehrt werden.

## Funktion
Der Verkehrssicherheitsfonds ist zweckgebunden „zur Förderung der Verkehrssicherheit in Österreich“ vorgesehen (§ 131a Abs. 1 KVG). Er finanziert sich neben den Abgaben selbst auch aus den Erträgen aus Veranlagungen und allfälligen sonstigen Zuwendungen.
Die gesetzlichen Aufgaben sind (§ 131a Abs. 4 KVG):
a) die Förderung von allgemeinen Maßnahmen und konkreten Projekten zur Verbesserung der Sicherheit im Straßenverkehr, insbesondere die Förderung der Verkehrserziehung;
b) die Durchführung von Studien und Forschungen sowie für Informationen über Forschungen auf dem Gebiet der Straßenverkehrssicherheit;
c) vorbereitende Maßnahmen der Planung und Erarbeitung von Orientierungshilfen für Planungen auf dem Gebiet der Straßenverkehrssicherheit.
Außerdem dient er der Mitfinanzierung der Administration der Wunschkennzeichen und deckt seine eigene Verwaltung (Lit. d,e § cit.). Der Fonds erstellt einen jährlichen Tätigkeitsbericht, der seit einiger Zeit vom Ministerium allgemein veröffentlicht wird.
Die Einnahmen gehen zu 40 % an den Bund selbst, 60 % erhalten die Länder (§ 131a Abs. 5 KVG). Daher gibt es teilweise noch einmal Landesfonds:
- NÖ Verkehrssicherheitsfonds[7][L 1]
- Salzburger Verkehrssicherheitsfonds[L 2]
- Verkehrssicherheitsfonds Tirol[L 3][8]

Anderen Länder lassen die Anteile direkt in die entsprechenden zweckgebundenen Budgets einfließen.
Die Vergabe von Förderungen durch den Bund folgt den eigenen VSF-Richtlinien. Dazu gehört, dass Projekte in der Regel über den Interessensbereich eines einzelnen Bundeslandes hinausgehen müssen (abgesehen von Pilotprojekten mit überregionalen Erkenntnissen), und keine reine Grundlagenforschung darstellen. Es können vorab Förderungsansuchen gestellt werden, vereinzelt wird auch nachträglich „hervorragend abgeschlossenen Projekten aus dem akademischen Bereich (Masterarbeiten bzw. Diplomarbeiten oder Dissertationen), von denen ein positiver Einfluss auf die Verkehrssicherheit zu erwarten ist“, ein Anerkennungsbeitrag zuerkannt.
Die Landesfonds und zweckgebundenen Förderungen fokussieren auf Themen, die das jeweilige Land betreffen.